# جو ثيربانتس
جو ثيربانتس (بالإنجليزية: Joseph Cervantes)‏ هو سياسي أمريكي، ولد في 19 يناير 1961 في لاس كروسيس في الولايات المتحدة. حزبياً، نشط في الحزب الديمقراطي. وقد انتخب عضو مجلس ولاية نيومكسيكو وانتخب عضو مجلس نواب نيومكسيكو.